# Listriella carinata
Listriella carinata är en kräftdjursart som beskrevs av Harold Hall McKinney 1979. Listriella carinata ingår i släktet Listriella och familjen Liljeborgiidae. Inga underarter finns listade i Catalogue of Life.